# Helena Döse
Helena Döse, född 7 augusti 1946 i Dösebacka i Romelanda socken, är en svensk hovsångerska (sopran).
Döse, som utbildades vid Teaterhögskolan i Göteborg, uppmärksammades 1971 då hon gjorde debut som stand-in för Birgit Nilsson vid repetitionerna av Aida i Scandinavium i Göteborg. Därefter följde en internationell karriär inom det lyrisk-dramatiska facket, där hon bland annat gjort roller som Tosca, Mimi, Sieglinde, Donna Anna, Fidelio, Elisabeth i Tannhäuser och Tatjana i Eugen Onegin. Hon har i Dalhalla sjungit slutscenen i Richard Wagners Ragnarök. Vintern 2008 gästspelade hon på Göteborgsoperan i Eugen Onegin i rollen som Larina. 
Under en tioårsperiod från 2002 ledde hon master classes i Italien, Frankrike, Danmark och Sverige samt USA. Annars har hon huvudsakligen varit verksam i Tyskland, med gästspel bland annat i Wien, Paris, London, San Francisco och Sydney.
År 2002 utnämndes hon till hovsångerska. I januari 2007 fick hon motta utmärkelsen Litteris et Artibus.
Döse har en stark scenpersonlighet, med en varmt lyrisk-dramatisk sopranröst. På hennes repertoar står bland annat Puccini, Wagner, Verdi, Richard Strauss, Mozart och Janáček.

## Diskografi (urval)
- Haydn, Skapelsen. Dirigent A. Dorati. Decca 421 605-2 (421 606-2, 421 607-2). Svensk mediedatabas.
- Mahler, Das klagende Lied. Dirigent Sir Simon Rattle. EMI CDC 7 47089 2. Svensk mediedatabas.
- Wagner, Die Meistersinger. Dcd. Dirigent Sir Charles Mackerras. Arthaus/Naxos 100 122. Svensk mediedatabas.
- Jubelkonsert. Intim musik IMCD 024. Svensk mediedatabas.
- Jacobsson, Ljuva minnen. Helena Döse med flera. Bluebell ABCD 082. Svensk mediedatabas.
- Live in Stockholm, Gothenburg and Malmö. Great Swedish Singers. Bluebell ABCD 090. Svensk mediedatabas.
- Mozart, Così fan tutte ossia La scuola degli amanti. Produced and directed by Dave Heather. Southern Television. Screen Legends SL 2002. Cop. 1987. VHS. Med Sylvia Lindenstrand. Svensk mediedatabas.
- Kom, låt oss jubla och vara glada. Orgel: Knut Björklund. Guldhedskören. Dirigent Mats Lissdaniels. SLT 33237. Svensk mediedatabas.
- Grieg, Sibelius. Piano: Thomas Schuback. SLT 33247. Svensk mediedatabas.
- Puccini, Mascagni, Verdi. Göteborgs symfoniker. Dirigent Sixten Ehrling. Philips 6563 005. Svensk mediedatabas.
- Liu i Puccinis Turandot. Med Birgit Nilsson, Rolf Björling. Scandinavium, Göteborg. 1973. Dirigent Sixten Ehrling. Premiere Opera cd 1022-2.
- Wagner, Siegfried-Idyll ; Wesendonck-Lieder ; Symphony in C. Svenska kammarorkestern. Dirigent Sixten Ehrling. Bluebell ABCD 063. Svensk mediedatabas.